# إميري كلارنس ليونارد
إميري كلارنس ليونارد (بالإنجليزية: Emery Clarence Leonard)‏ هو عالم نبات أمريكي، ولد في 9 يونيو 1892 في مقاطعة تشامباين في الولايات المتحدة، وتوفي في 1968.